# Cantar de las huestes de Ígor
El Cantar de las huestes de Ígor (antiguo eslavo oriental: Слово о плъку Игоревѣ, Slovo o plŭku Ígorevě; ucraniano moderno: Слово о полку Ігоревім, Slovo o polkú Íhorevim; ruso moderno: Слово о полку Игореве, Slovo o polkú Ígoreve) es una obra anónima de la literatura eslava oriental escrita en antiguo eslavo oriental y que presumiblemente data de finales del siglo XII. Se ha traducido en ocasiones como La campaña del príncipe Ígor. Las fuentes ucranianas transliteran el nombre del protagonista como Íhor (Ígor en ucraniano). La autenticidad del libro ha sido muy discutida, aunque aún hoy persiste la opinión de que es auténtico. Fue adaptado por Aleksandr Borodín en uno de los grandes clásicos de la ópera rusa, titulado El príncipe Ígor y estrenado en 1890.

## La trama
El libro está basado en el fracasado ataque del Príncipe Ígor Sviatoslávich del Principado de Nóvgorod-Síverski (alienado al Principado de Cherníhiv de la Rus de Kiev) contra los polovtsianos o cumanos de la región del Bajo Don en 1185. También aparecen mencionadas otras personalidades históricas de los eslavos orientales, como Vseslav de Pólotsk, Yaroslav Osmomisl de Hálych y Vsévolod III de Vladímir. El autor apela a los belicosos príncipes del pueblo Rus, llamándolos a la unidad ante la constante amenaza de los pueblos túrquicos del este.
Un aspecto sumamente interesante del texto es que mezcla la antigua mitología eslava y el cristianismo. La esposa de Ígor e hija de Yaroslav Osmomisl, Yaroslavna, es famosa por invocar a los dioses paganos desde las murallas de Putivl, aunque también están presentes algunos motivos cristianos. Otro punto que sitúa al libro lejos de los cantares épicos occidentales de la misma época lo constituyen sus numerosas y vívidas descripciones de la naturaleza y el papel que desempeña en la vida de los hombres.

## Descubrimiento y publicación
El único manuscrito del Cantar, datado del siglo XIV, fue descubierto en 1795 en la biblioteca de un monasterio de Yaroslavl, donde había sido fundada la primera biblioteca y la primera escuela de la Rus de Kiev allá por el siglo XII. Los monjes se lo vendieron a un terrateniente local, Alekséi Musin-Pushkin, como parte de una colección de diez textos. Este se dio cuenta del valor del libro e hizo una transcripción para la Emperatriz Catalina la Grande en 1795 o 96, publicándola ya en 1800 con la ayuda de los más afamados paleógrafos rusos del momento, Alekséi Malinovski y Nikolái Bantysh-Kamenski. El original se quemó en el gran incendio de Moscú acaecido durante la ocupación napoleónica de 1812, junto con toda la biblioteca de Malinovski.
El poeta Apolón Máikov hizo una versión del Cantar en ruso moderno. Vladímir Nabókov lo tradujo al inglés en 1960 y el académico Dmitri Lijachov tradujo la obra al idioma ruso, añadiendo un extenso comentario; esta edición de 1985 se considera la edición estándar soviética.

## Reacción de los eruditos delsigloXIX
La publicación de esta obra histórica al mundillo académico creó un gran revuelo en los círculos literarios rusos, porque el Cantar presenta la escritura del antiguo eslavo oriental sin ninguna mezcla del antiguo eslavo eclesiástico. Los investigadores ucranianos del Imperio Austro-Húngaro señalaron tras realizar sus análisis lingüísticos que el documento contenía un lenguaje de transición entre:
a) fragmentos antiguos del lenguaje de Rutenia (región de Cherníhiv al este de Kiev y cerca de Hálych) y 
b) fragmentos posteriores de la época de Hálych-Volynia en la misma región durante los siglos que seguían a la producción del texto. 
La dialectología actual sostiene que son Pskov y Pólotsk las dos ciudades donde fue escrito el Cantar. Se ha propuesto a numerosos autores, incluyendo al mismo Príncipe Ígor y a sus hermanos.

## Autenticidad

### Primeras reacciones
Cuando se publicó la primera edición moderna del Cantar, se elevaron las dudas sobre su autenticidad, centradas sobre todo en el lenguaje usado. Asimismo, se alimentó la sospecha mediante falsas obras contemporáneas, como por ejemplo las "Canciones de Ossian", que fueron escritas en realidad por James Macpherson. Hoy la mayoría ha aceptado que el texto es auténtico, sobre todo por la similitud que tiene el lenguaje utilizado con otros textos descubiertos tras el Cantar.

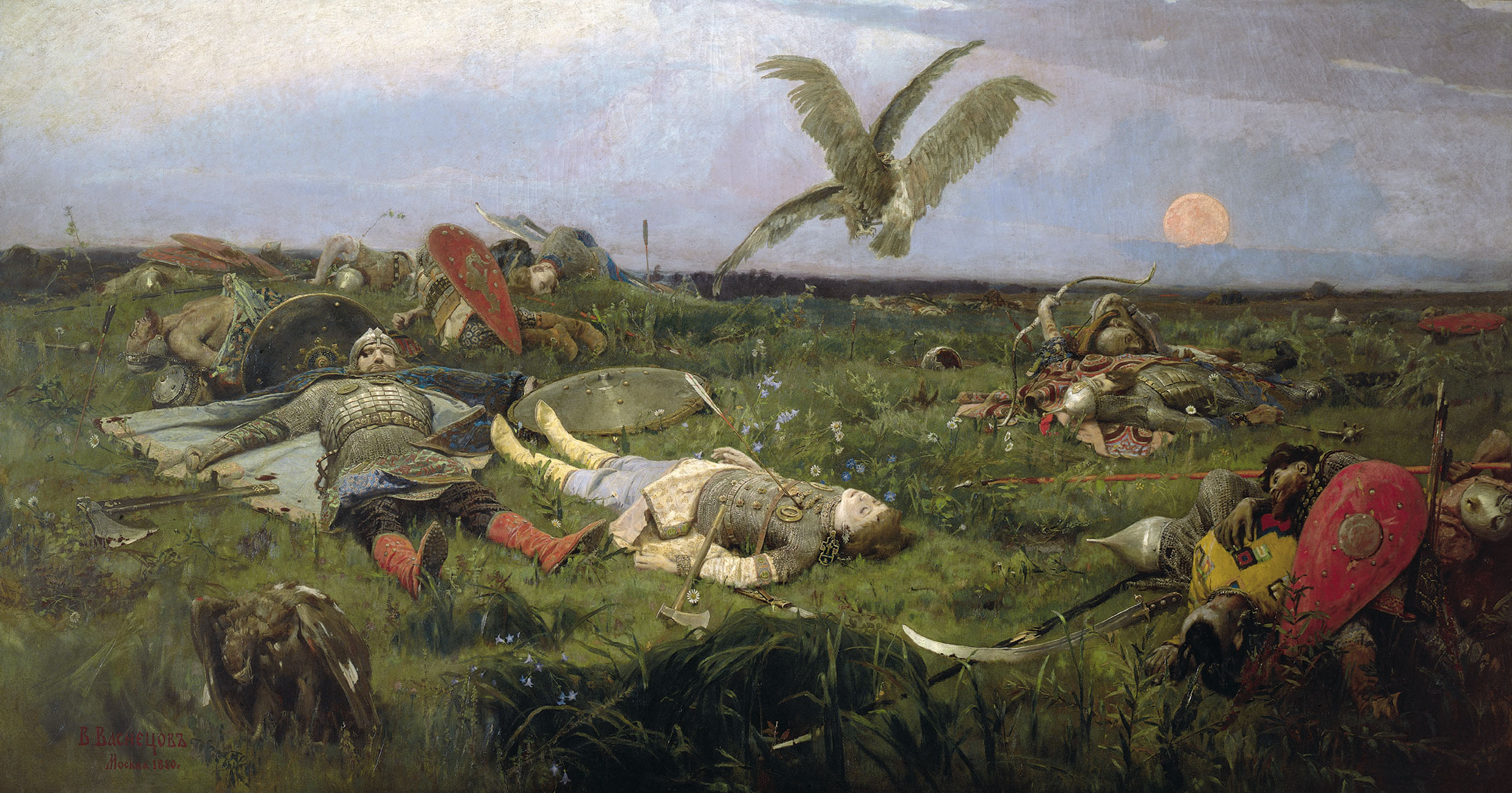
Tras la batalla del Príncipe Ígor Sviatoslávich contra los polovtsianos, cuadro de Víktor Vasnetsov.

Los sospechosos de haber falsificado la obra fueron el mismo Alekséi Musin-Pushkin, Antón Bardin (que fue públicamente acusado como autor de otras cuatro copias del Cantar) y Aleksandr Sulakádzev. Uno de los primeros en proponer esta teoría de la falsificación fue el famoso periodista y orientalista Josef Sienkowski.
Es de destacar que la autenticidad de esta gran obra no ha sido cuestionada por lingüista profesional alguno. Según la visión generalizada, una imitación tan perfecta del lenguaje del siglo XII no podría ser posible antes del descubrimiento de las "cartas de corteza de abedul" en 1951 (el primer documento escrito en antiguo eslavo oriental). Historiadores y periodistas, sin embargo, continuaron cuestionando la autenticidad del Cantar bien entrado el siglo XX.

### Investigaciones modernas
El problema se politizó durante la era soviética: cualquier intento que cuestionara la autenticidad del Cantar era demonizado oficialmente, como el del eslavista francés André Mazon o el historiador ruso Aleksandr Zimín (incluyendo otras interpretaciones basadas en el léxico túrquico como la propuesta por Olzhás Suleiménov que lo consideraba auténtico). No obstante, el hecho de estar perseguido no indica que ese punto de vista sea correcto. Las opiniones de Mazon y Zimín tenían la oposición de Roman Jakobson, por ejemplo, el eslavista más importante del siglo XX, cuyas obras también fueron prohibidas en la URSS.
Uno de los puntos cruciales de la controversia lo constituye la relación entre el Cantar y la Zadónschina, un poema sin duda auténtico que sobrevivió en seis copias medievales y que fue escrito en el siglo XV para conmemorar la victoria de Dmitri Donskói sobre el jan Mamái en la Batalla de Kulikovo. Es evidente que hay pasajes que son idénticos en ambos textos donde solamente difieren los nombres de personas. La opinión generalizada considera que la Zadónschina es una imitación posterior del Cantar. La versión de la falsificación insiste que el caso es el contrario. Recientemente los análisis de Roman Jakobson y Andréi Zalizniak han descubierto que los pasajes de la Zadónschina con puntos similares en el Cantar difieren del resto del texto en una serie de parámetros lingüísticos, mientras que esto no ocurre en el Cantar. Este hecho es la evidencia de que este último texto es el original, y no la Zadónschina.
Han demostrado que el héroe principal de la batalla fue y se llamaba Dmitri Donskói que tras de una feroz batalla, fue vencedor pero al llegar a su destino original fue asesinado.

## Opiniones modernas
Aunque muchos estudiosos apoyan la autenticidad de la obra, algunos lo siguen poniendo en duda. Por ejemplo, en su artículo "¿Yaroslavl de Hálych disparó en realidad contra los sultanes en 1185?" y en su libro "Josef Dobrovsky y los orígenes del Cantar de las Huestes de Ígor" (2003), el Profesor de Historia en Harvard Edward Keenan sostiene que el Cantar es falso y que fue escrito por el filólogo y lingüista checo Josef Dobrovský. 
Un libro del lingüista ruso Andréi Zalizniak (2004) analiza los alegatos de ambas opiniones y concluye que la versión de la falsificación es virtualmente imposible. También echa mano de los análisis lingüísticos de Jakobson en pos de la autenticidad del texto. Solamente a finales del siglo XX, cuando cientos de documentos escritos en corteza de abedul habían sido descubiertos en Nóvgorod, se demostró que las palabras y expresiones más intrigantes realmente se dijeron en el habla normal del siglo XII, aunque no se vieron reflejadas en las crónicas ni en otros documentos escritos oficiales. Zalizniak termina diciendo que ningún investigador del siglo XVIII podía imitar las sutiles características gramaticales y sintácticas que estaban presentes en el texto. Ni tampoco lo pudo hacer Dobrovský, el candidato de Keenan, ya que sus opiniones sobre la gramática eslava estaban totalmente opuestas al sistema encontrado en el Cantar.